# Сан-Бенедетто-По
Сан-Бенедетто-По (итал. San Benedetto Po) — коммуна в Италии, располагается в регионе Ломбардия, подчиняется административному центру Мантуя.
Население составляет 7476 человек, плотность населения составляет 108 чел./км². Занимает площадь 69 км². Почтовый индекс — 46027. Телефонный код — 0376.
Покровителем коммуны почитается святой Бенедикт Нурсийский, празднование 21 марта.